# فوردینگ‌بریج
latitudeفوردینگ‌بریجlongitudeفوردینگ‌بریج
فوردینگ‌بریج (به انگلیسی: Fordingbridge) یک شهرک در بریتانیا است که در انگلستان واقع شده‌است.

## خصوصیات
فوردینگ‌بریج ۵٬۶۹۴ نفر جمعیت دارد.

## خواهرخوانده
شهر Vimoutiers خواهرخواندهٔ فوردینگ‌بریج هست.